# رسان كبير الخطم
رَسَّان كبير الخطم (الاسم العلمي: Ophisurus macrorhynchos)، نوع من الأنقليسات من جنس الرسان وفصيلة الرسانيات. وقد وصفت من قبل بيتر بليكر عام 1853. وهو ثعبان بحري يعيش في المياه المعتدلة في من غرب المحيط الهادئ المحيط الهندي والمحيط الأطلسي. يمكن أن يصل أقصى طول لذكر 140 سم (55 بوصة)، ولكن بشكل أكثر شيوعًا يصل إلى 60 سم (24 بوصة).
وله أهمية اقتصادية في مصائد المسمكة.